# Língua sa'a
Sa'a (também conhecida como Malaita Meriodonal e Apae'aa) é uma língua Oceânica da ilha Malaita e Ilha Ulawa nas Ilhas Salomão, tem cerca de 12 mil falantes..

## Fonologia
Sons da língua AS’a:

### Consoantes
|           | Labial       | Labial | Alveolar | Pós- alveolar | Velar | Glotal |
| plana     | labializada. |        | Alveolar | Pós- alveolar | Velar | Glotal |
| --------- | ------------ | ------ | -------- | ------------- | ----- | ------ |
| Oclusiva  | p            | pʷ     | t        | tʃ            | k     | ʔ      |
| Fricativa |              |        | s        |               |       | h      |
| Nasal     | m            | mʷ     | n        |               | ŋ     |        |
| Lateral   |              |        | l        |               |       |        |
| Vubrante  |              |        | ɾ        |               |       |        |
| Semivogal | w            | w      |          |               |       |        |

### Vogais
|         | Anterior | Central | Posterior |
| ------- | -------- | ------- | --------- |
| Fechada | i        |         | u         |
| Medial  | e        |         | o         |
| Aberta  |          | a       |           |